# 辜嚴倬雲
辜嚴倬雲（1920年11月29日—2025年2月4日），中國國民黨黨政人物，鹿港辜家辜振甫之妻，國立北京大學首任校長嚴復之孫女，板橋林家林爾康之外孫女，教師嚴僑之妹，名作家華嚴（本名嚴停雲）之姊。長期擔任中華民國婦女聯合會主任委員，馬英九任中華民國總統時期，曾聘其為總統府資政。

## 生平

### 早年經歷
1920年11月29日，嚴倬雲出生於今福建省福州市鼓樓區郎官巷，因於1924年晚報戶口有年份落差，祖籍河南固始。父親是北京大學首任校長嚴復的兒子嚴琥，母親是板橋林家第五代林慕蘭，幼年先後就讀於進德小學、南洋模範中學、上海聖約翰大學（肄業）。
1946年，因舅舅林熊徵逝世，嚴倬雲隨母和舅媽前往台灣奔喪。後定居台灣，於台灣省立建國中學執教，教國文與歷史。

### 婚姻與家庭
1949年，嚴倬雲經舅舅林熊祥介紹，與辜振甫相識並結婚，婚禮在台北中山堂舉行，以連震東為證婚人。兩人婚後育有二子三女，分別為長女辜懷群、次女辜懷箴、長子辜啟允、次子辜成允與三女辜懷如。

### 職涯與兩岸
1973年1月，出任聖約翰科技大學董事長。1990年代，蔣宋美齡赴美國定居後，辜嚴倬雲於1992年起擔任婦聯會總幹事，對內便以「蔣夫人接班人」自居。1992年獲頒紐約聖約翰大學榮譽法學博士學位。1993年與1998年的兩次辜汪會談，辜嚴倬雲均陪同丈夫參與。2001年起，辜嚴倬雲參加中華民國紅十字會，擔任該會第19至21屆理事。2003年，蔣宋美齡辭世，辜嚴倬雲繼任婦聯會主任委員。同年，榮獲澳大利亞布里斯本頒發「世界傑出婦女領袖獎」，2004年，榮獲中華民國私立學校文教協會「十大傑出教育事業家」殊榮。2006年表態支持施明德發起的倒扁運動，並捐出新台幣100元。2007年5月，辜嚴倬雲在婦聯會主委任內應中華全國婦女聯合會主席顧秀蓮的邀請，率領常務委員等20人赴北京訪問，開啟兩岸具代表性婦女組織的直接交流；辜嚴倬雲同時會晤時任政協主席賈慶林與國台辦主任陳雲林。2008年11月3日，時任海峽兩岸關係協會會長的陳雲林來臺訪問，首先拜會辜嚴倬雲。其於婦聯會主委任內熱衷於兩岸交流，2009年起，中共黨政人士包括北京市婦聯主席赵津芳、中國紅十字會會長彭珮云、中國全國婦聯副主席黄晴宜、北京大學校長周其鳳、天津政協主席邢元敏、天津市長黃興國、海協會副會長李炳才等先後來臺訪問，辜嚴倬雲均在婦聯會親自接待。此外，她也邀請北京少兒京劇藝術團來臺灣參與跨年演出，希望兩岸以「平劇會友」。2009年11月，應中方邀請赴天津參加「海峽兩岸京劇藝術論壇」；2013年，總統馬英九頒贈二等大綬景星勳章予辜嚴倬雲，肯定其對兩岸交流的貢獻。2016年不當黨產處理委員會成立後，蔡英文政府全面清查中國國民黨不當黨產，當時婦聯會內部一度擬與內政部、黨產會簽署行政契約，歸還數百億元勞軍捐給國家，遭辜嚴倬雲反對。2017年12月22日，由於婦聯會並未針對「捐出九成資產、由政府任命三分之一董事至婦聯會贊助成立的四個基金會」等節與內政部達成協議，拒絕簽署行政契約，被內政部祭出行政處分撤換婦聯會主委一職，結束逾20年婦聯會主委職務。。2018年，卸任聖約翰科技大學董事長。

### 晚年
辜嚴倬雲晚年深居美國並且數度與黨產會交鋒，她曾發聲明批判簽署行政契約是「認罪協商」，嚴詞反對婦聯會與黨產會進行任何和解。2025年2月4日安詳辭世，享嵩壽105歲。

## 爭議
- 1992年，辜嚴倬雲出任婦聯會總幹事，旋即以婦聯會名義捐贈新台幣2.2億元給辜家經營的和信醫院，成立「宋美齡兒童血癌中心」，略過蔣宋美齡成立的振興醫院，一度使振興醫院高層甚為不滿。[12]
- 2018年，辜嚴倬雲、其三女辜懷如與劉姓助理三人曾因涉嫌毀損、隱匿婦聯會的政治檔案資料170箱，遭黨產會告上法院，2022年獲臺北地檢署處分不起訴。[16]

## 相關組織
- 中華民國婦女聯合會
- 財團法人中華民國婦聯聽障文教基金會
- 中華民國基督教女青年會協會
- 財團法人辜嚴倬雲植物保種暨環境保護發展基金會（下設“辜嚴倬雲植物保種中心”）
- 聖約翰科技大學[17]
- 振興醫療財團法人振興醫院
- 醫療財團法人辜公亮基金會和信治癌中心醫院